# اسکایپ کوییک
اسکایپ کوییک (انگلیسی: Skype Qik) یک خدمات پیام چندرسانه‌ای بود که توسط اسکایپ ارائه می‌شد.